# Cadel Evans Great Ocean Road Race 2025 (mannen)
Bij de mannen werd de negende editie verreden van deze Australische wedstrijd. Titelverdediger was Laurence Pithie. Deze editie won de Zwitser Mauro Schmid die solo over de finish kwam en op het podium werd vergezeld door de Nieuw-Zeelanders Aaron Gate en Pithie.

## Uitslag
| Plaats  | Naam              | Ploeg                   | tijd     |
| ------- | ----------------- | ----------------------- | -------- |
| Winnaar | Mauro Schmid      | Team Jayco AlUla        | 4u26'07" |
| 2       | Aaron Gate        | XDS Astana Team         | + 3"     |
| 3       | Laurence Pithie   | Red Bull-BORA-hansgrohe | z.t.     |
| 4       | Javier Romo       | Movistar Team           | z.t.     |
| 5       | Andrea Bagioli    | Lidl-Trek               | z.t.     |
| 6       | Corbin Strong     | Israel-Premier Tech     | z.t.     |
| 7       | Magnus Sheffield  | INEOS Grenadiers        | z.t.     |
| 8       | Rémy Rochas       | Groupama-FDJ            | z.t.     |
| 9       | Oscar Onley       | Team Picnic PostNL      | z.t.     |
| 10      | Finn Fisher-Black | Red Bull-BORA-hansgrohe | + 8"     |
|         |                   |                         |          |
| 14      | Danny van Poppel  | Red Bull-BORA-hansgrohe | + 57"    |
| 29      | Dries De Pooter   | Intermarché-Wanty       | + 1'03"  |

Mannen: 2015 · 2016 · 2017 · 2018 · 2019 · 2020 · 
2021-2022 · 2023 · 2024 · 2025
Vrouwen: 2015 · 2016 · 2017 · 2018 · 2019 · 2020 · 
2021-2022 · 2023 · 2024 · 2025
Tour Down Under ·
Great Ocean Road Race ·
Ronde van de Verenigde Arabische Emiraten ·
Omloop Het Nieuwsblad ·
Strade Bianche ·
Parijs-Nice · 
Tirreno-Adriatico · 
Milaan-San Remo ·
Ronde van Catalonië ·
Classic Brugge-De Panne ·
E3 Saxo Classic ·
Gent-Wevelgem ·
Dwars door Vlaanderen ·
Ronde van Vlaanderen ·
Ronde van het Baskenland ·
Parijs-Roubaix ·
Amstel Gold Race ·
Waalse Pijl ·
Luik-Bastenaken-Luik ·
Ronde van Romandië ·
Eschborn-Frankfurt ·
Ronde van Italië ·
Critérium du Dauphiné ·
Ronde van Zwitserland ·
Copenhagen Sprint · 
Ronde van Frankrijk ·
Clásica San Sebastián ·
Ronde van Polen ·
Cyclassics Hamburg ·
Renewi Tour ·
Ronde van Spanje ·
Bretagne Classic ·
GP van Quebec ·
GP van Montreal ·
Ronde van Lombardije ·
Ronde van Guangxi